# 格瑞特·坎普
格瑞特·坎普 （英語：Garrett Camp，1978年10月4日—）是一位加拿大企业家和投资人。

## 生平
1978年出生于加拿大，2001年成为网络发现平台StumbleUpon联合创始人，2002年毕业于卡尔加里大学，2009年成为交通网络公司优步联合创始人。目前同时担任StumbleUpon和优步的董事长。2015年被《福布斯》杂志评选为当年全世界最富有人物第283位，加拿大最富有人物第3位，估计净资产达到53亿美元。